# Corynophyllus antennalis
Corynophyllus antennalis är en skalbaggsart som beskrevs av Roger Paul Dechambre 2003. Corynophyllus antennalis ingår i släktet Corynophyllus och familjen Dynastidae. Inga underarter finns listade i Catalogue of Life.